# Noni
Noni (Morinda citrifolia), biljka porodice Rubiaceae, red Gentianales. Podrijetlom je iz jugoistočne Azije pa sve do sjeverne Australije odakle se raširila po raznim krajevima svijeta s tropskom klimom. Sok od plodova ove biljke poznat je pod komercijalnim nazivom noni, a list plod i korijen od davnina se koriste u domorodačkim tradicionalnim kulturama kao lijek za različite bolesti već 2000 godina.

## Opis
Raste u prirodi u šumama, uz obalu, na kamenitom, vulkanskom tlu te pješčanoj podlozi. Najbolje uspijeva uz vodu, gdje ga se u Aziji često može susresti. Na pacifičkim otocima raste uz obalu. Jako je otporan na nepovoljne klimatske uvjete, na većim otocima nalazi ga se i na vulkanskom tlu. Drvo može narasti na visinu preko 10 metara. Plodove daje tijekom cijele godine. Uobičajena veličina im je 4- 6 cm, a ponekad se mogu naći primjerci i do 10 cm. Plodovi rastu iz mnogostrukih cvjetova. U početku su zelene boje, zatim žute, a kada dostignu punu zrelost prelaze u bijelu boju, te u tom stadiju ispuštaju neugodan miris. Sadrži mnoštvo sjemenki.